# Електропоп
Електропоп (англ. Electropop)  (відомий також як синті-поп та технопоп) — музичний напрям, форма електронної музики з перевагою звуку синтезатора. Перший розквіт електропопу припав на кінець 1970-х — початок 1980-х років. З початку 2000-х років знову спостерігається ріст популярності електропопу.

## Найвідоміші виконавці електропопу
- Depeche Mode
- Kesha
- The Knife
- Мадонна
- Pet Shop Boys
- Suicide
- The Tapeaters